# Мани-шейх
Мани-шейх Назиров (чечен. Назархи Кӏант Мани-шейх; конец XIX века), назван в честь деда. Чеченский суфийский шейх. Харачоевец по тайпу. Последователей Мани-шейха называют Мани-мюридами.

## Биография
Дед Мани-Шейха Мухаммад с двумя сыновьями Назархой и Вазархой, покинув родные места, переселился из горного Харачой на равнину (Бачи-Юрт). Но там его семья задержалась недолго, перебралась в Цоци-Юрт, где и осели. Потомственным фамильным ремеслом у этой семьи было изготовление и ковка оружия, кинжалов, мечей и изделий других видов. Более того, семья владела мастерством отливки металла из руды и была у них открыта частная кузница, которая приносила хороший доход. В выборе труда Мухаммад последовал примерам своих предков и в раннем возрасте освоил кузнецкое ремесло. Несмотря на то, что он был единственным ребенком в семье, Мухаммад не был избалован родителями и не боялся жизненных трудностей. Несколько лет Мухаммад изучал каноны ислама, читал Коран наизусть, но в других областях не был грамотен. Духовное обогащение получил от своего учителя Ибрагима-Шейха из Аргуна. Однажды к Назархе с заказом кинжала обратился Ибрагим-Шейх из Аргуна ( Аба). Увидев маленького мальчика Мухаммада, помогающего своему отцу, шейх его попросил изготовить кинжал. После такого знакомства, они стали более тесно дружить семьями. И с этого начался религиозно-просветительский путь Мухаммада Назирова.  Ибрагим-Шейх передает ему право распространять и призывать к исламу людей. После этого Мухаммад получил прозвище Мани и нарицательное имя – шейх. Был в очень хороших теплых отношениях с Ӏовдой (Баматгири-Хаджи) из Автуров.

### Переселение и деятельность
В конце XIXв. Мухаммад Назиров переселился в село Виноградное и начал распространять кадарийский тарикат в Притеречье. В 1907г. переехал в село Знаменское и последние семнадцать лет своей жизни провел там. В Надтеречье он собрал много последователей. Скончался Мани-Шейх в 1924г. в Знаменском, где мюриды и решили похоронить его. Но сын Мани-Шейха настоял на том, что сам Шейх завещал хоронить его на своей усадьбе в Виноградном. И сегодня для него воздвигнуты два зиярта – в селе Знаменское и в селе Виноградное.

### Семья
У Мани-шейха было три жены. Первая, по имени Жовхарт, родила ему четырех сыновей: Баудди, Зияудди, Супьяна и Самавди. Другая же жена, Хани, родила Абу-Бакара. Кроме сыновей Мани-шейх был отцом двух дочерей - Неби и Зайбуллы.

## Память
Зиярат Мани-шейха был основан в 1924 году. С тех пор его восстанавливали несколько раз – в 1956 и 1986 годах. А в 2009 году он реставрирован по поручению Главы Чеченской Республики Рамзана Кадырова при поддержке фонда имени первого Президента Чеченской Республики, Героя России - А-Х. Кадырова.